# Баймурзино (Баймацький район)
Байму́рзино (рос. Баймурзино, башк. Баймырҙа) — присілок у складі Баймацького району Башкортостану, Росія. Входить до складу Біляловської сільської ради.
Населення — 20 осіб (2010; 23 в 2002).
Національний склад:
- башкири — 100%